# Lijst van gotische gebouwen in West-Vlaanderen
Dit is een (onvolledige) lijst van de gebouwen die in de gotische stijl zijn gebouwd in de Belgische provincie West-Vlaanderen. Vaak zijn de gebouwen niet volledig in gotische stijl gebouwd, in dat geval worden enkel de gegevens van het gotische gedeelte gegeven.
| Naam                         | Functie                         | Start bouw (jaar)                           | Voltooid (jaar)                      | Stijl                                        | Huidige staat                                | Oorspronkelijke hoogte (m)                     | Huidige hoogte (m) | Lengte (m) | Breedte (m) | Stad       | Straat                      | Afbeelding |
| ---------------------------- | ------------------------------- | ------------------------------------------- | ------------------------------------ | -------------------------------------------- | -------------------------------------------- | ---------------------------------------------- | ------------------ | ---------- | ----------- | ---------- | --------------------------- | ---------- |
| Sint-Michielskerk            | Kerk                            | eind 16e eeuw                               | eind 16e eeuw                        | Laatgotiek                                   | Gerestaureerd                                | ?                                              | ?                  | ?          | ?           | Avekapelle | Kerkstraat 2                |            |
| Belfort van Brugge           | Deel toren van het Belfort      | 1483                                        | 1487                                 | Gotiek                                       | Gerestaureerd                                | ?                                              | 83                 | ?          | ?           | Brugge     | Grote Markt                 |            |
| Heilig Bloedbasiliek         | Kapel/Basiliek                  | 15e eeuw                                    | 15e eeuw                             | Gotiek                                       | Gerestaureerd                                | ?                                              | ?                  | ?          | ?           | Brugge     | Burg                        |            |
| Onze-Lieve-Vrouwekerk        | Kerk                            | 1270                                        | 1465                                 | Brabantse gotiek Franse gotiek Scheldegotiek | Gerestaureerd                                | ?                                              | Toren: 115         | ?          | ?           | Brugge     | Mariastraat                 |            |
| Oud Sint-Janshospitaal       | Hospitaal                       | Begin 13e eeuw                              | 1310                                 | Gotiek                                       | uitgebreid in 14e eeuw                       | ?                                              | ?                  | ?          | ?           | Brugge     | Mariastraat 38              |            |
| Poortersloge                 | Vergader- en ontspanningsplaats | ± 1395                                      | ± 1417                               | Gotiek                                       | Gerestaureerd                                | ?                                              | ?                  | ?          | ?           | Brugge     | Academiestraat 18           |            |
| Sint-Salvatorskathedraal     | Kerk/kathedraal                 | Romaans: 9e eeuw, 1127 Gotiek: 1250 en 1480 | 1350 en 1550                         | Romaans, Brabantse (laat)gotiek              | Gerestaureerd                                | ?                                              | 80                 | ?          | ?           | Brugge     | Sint-Salvatorskerkhof       |            |
| Tolhuis                      | Tolhuis                         | Begin 13e eeuw                              | 1302-1305                            | Gotiek                                       | Gerestaureerd                                | ?                                              | ?                  | ?          | ?           | Brugge     | Jan van Eyckplein           |            |
| Huis De Grote Sterre         | Patriciërshuis                  | Linker: voor 1461 Rechter: voor 1478        | Linker: voor 1461 Rechter: voor 1478 | Laat gotisch                                 | Gerestaureerd Heropgebouwd                   | Linker: twee bouwlagen Rechter: drie bouwlagen | ?                  | ?          | ?           | Damme      | Jacob van Maerlantstraat 3  |            |
| Huis De Slotele              | Patriciërshuis                  | 16e -17e eeuw                               | 16e -17e eeuw                        | Laat gotiek                                  | Gerestaureerd                                | ?                                              | ?                  | ?          | ?           | Damme      | Jacob van Maerlantstraat 13 |            |
| Huis Sint Jan                | Patriciërshuis                  | Linker: ± 1440 Rechter: 16e eeuw            | Linker: ± 1440 Rechter: 16e eeuw     | Laat gotiek                                  | Gerestaureerd Verbouwd                       | ?                                              | ?                  | ?          | ?           | Damme      | Jacob van Maerlantstraat 13 |            |
| Stadhuis                     | Stadhuis                        | 1464                                        | 1467                                 | Brabantse gotiek                             | Gerestaureerd                                | ?                                              | ?                  | ?          | ?           | Damme      | Markt 1                     |            |
| Onze Lieve Vrouwekerk        | Kerk                            | 13e eeuw                                    | 14e eeuw                             | Vroeggotiek                                  | Deels ruïne, deels gerestaureerd             | ?                                              | 45                 | ?          | ?           | Damme      | Kerkstraat 39_2             |            |
| Lakenhalle van Ieper         | Lakenhal                        | 1200                                        | 1304                                 | Gotiek                                       | Gereconstureerd                              | ?                                              | Belfort: 70        | ?          | ?           | Ieper      | Grote Markt                 |            |
| Sint-Jacobskerk              | Kerk                            | 14e eeuw                                    | 14e eeuw                             | Gotisch Laat gotisch                         | Gereconstrueerd                              | ?                                              | ?                  | ?          | ?           | Ieper      | Guido Gezelleplein          |            |
| Sint-Maartenskerk            | Kerk                            | 1230                                        | 1370                                 | Gotiek                                       | Gereconstrueerd                              | ?                                              | Toren: 100         | ?          | ?           | Ieper      | Janseniusstraat             |            |
| Gravenkapel                  | Kapel/Mausoleum                 | kort voor 1370                              | 1370/1371                            | Brabantse gotiek                             | Gerestaureerd                                | ?                                              | ?                  | ?          | ?           | Kortrijk   |                             |            |
| Sint-Michielskerk            | Kerk                            | 1607                                        | 1611                                 | Laatgotiek                                   | Op een zijaltaar na is gehele kerk afgebrand | ?                                              | ?                  | ?          | ?           | Kortrijk   | Sint-Michielsplein          |            |
| Onze-Lieve-Vrouwekerk        | Kerk                            | 1199                                        | 1203                                 | Vroeg gotiek                                 | Gerestaureerd                                | ?                                              | ?                  | ?          | ?           | Kortrijk   | Deken Zegerplein            |            |
| Sint-Michielskerk            | Kerk                            | 14e eeuw                                    | 19e eeuw                             | Laatgotiek                                   | Gerestaureerd                                | ?                                              | ?                  | ?          | ?           | Roeselare  | Sint-Michielsplein          |            |
| Parochiekerk Sint-Laurentius | Kerk                            | 15e eeuw                                    | 16e eeuw                             | Laatgotiek                                   | Gerestaureerd                                | ?                                              | ?                  | ?          | ?           | Steenkerke | Steenkerkestraat            |            |
| Belfort                      | Woning                          | 1624                                        | 1624                                 | Laatgotiek (mengeling met renaissance)       | Gerestaureerd                                | ?                                              | ?                  | ?          | ?           | Veurne     | Grote Markt 26              |            |
| Sint-Niklaaskerk             | Kerk                            | 1494                                        | 1498                                 | Gotiek                                       | Gerestaureerd                                | ?                                              | ?                  | ?          | ?           | Veurne     | Sint-Niklaasplaats          |            |
| Sint-Walburgakerk            | Kerk                            | 13e eeuw                                    | 14e eeuw                             | Vroeg gotiek                                 | Gerestaureerd                                | ?                                              | ?                  | ?          | ?           | Veurne     | Sint-Walburgapark           |            |